# Neoribates salicis
Neoribates salicis är en kvalsterart som först beskrevs av Ewing 1913.  Neoribates salicis ingår i släktet Neoribates och familjen Parakalummidae. Inga underarter finns listade i Catalogue of Life.